# Negu Gorriak
Negu Gorriak  est un groupe de musique alternative basque espagnol, originaire du Guipuscoa, au Pays basque. Il est formé en 1990 par les frères Fermin et Iñigo Muguruza (ex-membres du groupe Kortatu), accompagné de Kaki Arkarazo (membre de M-ak et aussi ex-Kortatu). En 1990, ils recrutent Mikel « Anestesia » (guitariste de Anestesia) et Mikel Abrego (BAP!!) (batteur du groupe BAP!!) en 1991, qui resteront jusqu'en 1996, date de leur séparation. Negu Gorriak signifie en basque « les rudes hivers ».
Musicalement, le groupe joue une musique de fusion qui oscille principalement entre rock, rap et reggae.

## Biographie

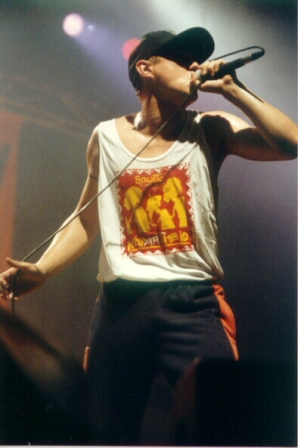
Fermin Muguruza en concert avec Negu Gorriak en 1992.

Après la séparation de leur groupe Kortatu, les frères Muguruza (Iñigo et Fermin) créent le projet Negu Gorriak. Les évolutions, tant au niveau de la musique que de l'attitude, de leur précédent groupe se retrouvent dans leur musique. Les paroles sont exclusivement en basque, le style de musique se diversifie, et n'est plus limité par le ska-punk. Ainsi, bien que principalement rock-punk-hardcore, ils trouvent leur inspiration autant dans le hip-hop, par exemple Public Enemy, que dans le reggae, en passant par des musiques plus traditionnelles, basques ou cubaines par exemple.
Ils auront une influence très importante, tout d'abord au Pays basque, mais aussi dans toute l'Espagne au travers de leur label indépendant Esan Ozenki, ainsi qu'en France et même en Amérique Latine, un peu à la manière de la Mano Negra, avec laquelle ils ont d'ailleurs collaboré. Entre 1991 et 1992, le groupe effectue deux tournées internationales. La première, sous le nom de Gora Herria/Power to the People Tour 91 les emmènent dans des pays comme la France, l'Espagne, l'Italie, le Royaume-Uni et Cuba. La seconde, appelée Tour 91+1 qui les emmènent en Allemagne, France, Espagne, Italie et pour la première fois au Mexique et aux États-Unis (avec Fugazi). Ils publient un maxi-single, Gora Herria (1991), qui comprend le single homonyme, Gora Herria (avec Manu Chao et Joseba Tapia).
En 1993, le groupe publie un double-vinyle, Borreroak Baditu Milaka Aurpegi. Qualifié de « prétentieux », la presse spécialisée comme ABC et El Correo Español accueillent plutôt bien ce nouvel album de Negu Gorriak. Il atteint notamment la trentième place de la « liste des 100 meilleurs albums espagnols du 20e siècle ». Ils se feront attaquer pour diffamation après la sortie de leur album 'Gure Jarrera', en 1991, ou dans la chanson Ustelkeria, ils avaient accusé un garde civil (guardia civil), nommé Enrique Rodríguez Galindo, de trafic de drogue. Galindo réclame alors 15 millions de pesetas (90 000 euros) de dommages et intérêts. Cette affaire causera la dissolution du groupe en 2000. En septembre 1993, le groupe embarque pour une tournée européenne plus ambitieuse, le Itxurakeriari Stop!! Hypocrisy Tour 93, qui les emmène en Autriche, République tchèque, Italie, Allemagne, aux Pays-Bas, en Belgique, en France et en Espagne, terminant le 30 octobre à Bilbao devant 9 000 spectateurs. Le concert est enregistré et publié sous le titre Hipokrisiari Stop! Bilbo 93-X-30 en 1994.
En 1994, Negu Gorriak n'enregistre plus rien en studio. Kaki effectue une tournée solitaire (gira solidaria) pendant que Kaki.
Après avoir été reconnus innocents en 2001, ils se réuniront le temps de deux concerts événements. Depuis, Iñigo Muguruza forme le groupe Joxe Ripiau puis Sagarroi, et Fermin Muguruza entame une carrière solo, après une collaboration avec le groupe DUT.

## Style musical
Le style musical de Negu Gorriak comprend plusieurs éléments et de références musicales variées. Lors d'interviews, le groupe affirme s'inspirer de groupes et d'artistes allant de De La Soul, N.W.A. et Public Enemy à Sam Cooke, James Brown, Aretha Franklin, en passant par Red Hot Chili Peppers, Metallica, Nirvana, Lynyrd Skynyrd, Neil Young, Bad Religion, Living Colour, Rollins Band, Fugazi, Os Resentidos et Mikel Laboa. Mikel « Anestesia » s'inspire de groupes de heavy et thrash metal, et Mikel « BAP!! » de groupes de punk hardcore et post-hardcore. Leur « son » incomparable immédiatement reconnaissable et leur présence scénique inimitable permet de les classer comme l'un des groupes les plus emblématiques de la scène alternative internationale.

## Membres
- Fermín Muguruza - chant
- Íñigo Muguruza - guitare, voix
- Kaki Arkarazo - guitare, voix
- Mikel Kazalis (Mikel Anestesia) - basse, voix
- Mikel Abrego (Mikel BAP!!) - batterie

## Discographie
- 1990 : Negu Gorriak
- 1991 : Gure jarrera
- 1991 : Gora Herria
- 1993 : Borreroak baditu milaka aurpegi
- 1994 : Hipokrisiari Stop! Bilbo 93-X-30
- 1995 : Ideia zabaldu
- 1996 : Ustelkeria
- 1996 : Salam, agur
- 2005 : 1990-2001 (DVD + CD live)